# Narita Takaki
Narita Takaki (高木 成太 Takaki Narita?), född 5 april 1977 i Nagasaki prefektur, är en japansk före detta fotbollsspelare.
Takaki började sin karriär 1996 i Blaze Kumamoto. Efter Blaze Kumamoto spelade han för Tokyo Verdy (Verdy Kawasaki), Yokohama FC, FC Horikoshi, FC Gifu och MIE Rampole. Han avslutade karriären 2007.